# Temporada 1999-2000 de los Detroit Pistons
La temporada 1999-2000 fue la quincuagésimo segunda de los Pistons en la NBA, y la cuadragésimo tercera en su localización de Detroit, Míchigan. La temporada regular acabaron con 42 victorias y 40 derrotas, ocupando la séptima posición de la Conferencia Este, clasificándose para los playoffs, en los que cayeron en primera ronda ante los Miami Heat.

## Elecciones en elDraft
| Ronda | Puesto | Jugador       | Posición | Nacionalidad   | Universidad |
| ----- | ------ | ------------- | -------- | -------------- | ----------- |
| 2     | 54     | Melvin Levett | Escolta  | Estados Unidos | Cincinnati  |

## Temporada regular
| División Central    | División Central | División Central | División Central | División Central | División Central | División Central | División Central | División Central |
| Equipo              | G                | P                | %                | PD               | Casa             | Fuera            | Div              |                  |
| ------------------- | ---------------- | ---------------- | ---------------- | ---------------- | ---------------- | ---------------- | ---------------- | ---------------- |
| y-Indiana Pacers    | 56               | 26               | .683             | –                | 36–5             | 20–21            | 20–8             |                  |
| x-Charlotte Hornets | 49               | 33               | .598             | 7                | 30–11            | 19–22            | 20–8             |                  |
| x-Toronto Raptors   | 45               | 37               | .549             | 11               | 26–15            | 19–22            | 16–12            |                  |
| x-Detroit Pistons   | 42               | 40               | .512             | 14               | 27–14            | 15–26            | 16–12            |                  |
| x-Milwaukee Bucks   | 42               | 40               | .512             | 14               | 23–18            | 19–22            | 16–12            |                  |
| Cleveland Cavaliers | 32               | 50               | .390             | 24               | 22–19            | 10–31            | 8–20             |                  |
| Atlanta Hawks       | 28               | 54               | .341             | 28               | 21–20            | 7–34             | 11–17            |                  |
| Chicago Bulls       | 17               | 65               | .207             | 39               | 12–29            | 5–36             | 5–23             |                  |

## Playoffs

### Primera ronda
Miami Heat  vs. Detroit Pistons
| Fecha       | Partido                           | Ciudad  |
| ----------- | --------------------------------- | ------- |
| 22 de abril | Miami Heat 95, Detroit Pistons 85 | Miami   |
| 25 de abril | Miami Heat 84, Detroit Pistons 82 | Miami   |
| 29 de abril | Detroit Pistons 72, Miami Heat 91 | Detroit |
|             | Miami Heat gana las series 3-0    |         |

## Estadísticas

### Temporada regular
| Jugador            | PJ | PT | MPP  | %TC  | %3P  | %TL   | RPP | APP | ROB | TPP | PPP  |
| ------------------ | -- | -- | ---- | ---- | ---- | ----- | --- | --- | --- | --- | ---- |
| Grant Hill         | 74 | 74 | 37.5 | .489 | .347 | .795  | 6.6 | 5.2 | 1.4 | .6  | 25.8 |
| Jerry Stackhouse   | 82 | 82 | 38.4 | .428 | .288 | .815  | 3.8 | 4.5 | 1.3 | .4  | 23.6 |
| Lindsey Hunter     | 82 | 82 | 35.6 | .425 | .432 | .760  | 3.0 | 4.0 | 1.6 | .3  | 12.7 |
| Christian Laettner | 82 | 82 | 29.8 | .473 | .292 | .812  | 6.7 | 2.3 | 1.0 | .5  | 12.2 |
| Jerome Williams    | 82 | 1  | 25.6 | .564 | .000 | .616  | 9.6 | .8  | 1.2 | .3  | 8.4  |
| Mikki Moore        | 29 | 0  | 16.8 | .621 |      | .794  | 3.9 | .6  | .3  | 1.1 | 7.9  |
| Terry Mills        | 82 | 78 | 22.5 | .439 | .393 | .735  | 4.8 | 1.0 | .5  | .3  | 6.7  |
| Michael Curry      | 82 | 3  | 19.6 | .480 | .200 | .839  | 1.3 | 1.1 | .4  | .1  | 6.2  |
| John Crotty        | 69 | 0  | 13.6 | .422 | .413 | .860  | 1.1 | 1.9 | .4  | .1  | 4.7  |
| Jud Buechler       | 58 | 5  | 11.3 | .353 | .217 | .286  | 1.6 | .6  | .4  | .3  | 2.2  |
| Marcus Brown       | 6  | 0  | 7.5  | .286 | .000 | 1.000 | 1.2 | .5  | .0  | .0  | 1.7  |
| Loy Vaught         | 43 | 0  | 6.8  | .360 | .000 | .688  | 2.1 | .3  | .1  | .1  | 1.7  |
| Don Reid†          | 21 | 3  | 7.9  | .471 |      | .500  | 1.2 | .0  | .2  | .6  | 1.7  |
| Jermaine Jackson   | 7  | 0  | 10.4 | .091 | .000 | .625  | 1.6 | .6  | .4  | .0  | 1.0  |
| Eric Montross      | 51 | 0  | 6.5  | .309 |      | .500  | 1.4 | .1  | .1  | .2  | .8   |

### Playoffs
| Jugador            | PJ | PT | MPP  | %TC  | %3P  | %TL   | RPP | APP | ROB | TPP | PPP  |
| ------------------ | -- | -- | ---- | ---- | ---- | ----- | --- | --- | --- | --- | ---- |
| Jerry Stackhouse   | 3  | 3  | 40.0 | .407 | .429 | .742  | 4.0 | 3.3 | .7  | .0  | 24.7 |
| Grant Hill         | 2  | 2  | 27.5 | .375 | .500 | .900  | 5.5 | 4.5 | .5  | .0  | 11.0 |
| Michael Curry      | 3  | 1  | 26.3 | .522 |      | .667  | 1.0 | 1.0 | .3  | .3  | 9.3  |
| Lindsey Hunter     | 3  | 3  | 31.0 | .313 | .111 | .667  | 2.3 | 1.7 | 1.7 | .3  | 8.3  |
| Terry Mills        | 3  | 3  | 25.7 | .600 | .667 | .500  | 2.0 | .3  | .7  | .0  | 8.3  |
| Christian Laettner | 3  | 3  | 25.0 | .412 |      | .750  | 5.0 | 2.0 | .0  | .3  | 6.7  |
| Mikki Moore        | 3  | 0  | 14.0 | .417 |      | 1.000 | 4.0 | 1.0 | .3  | .0  | 6.0  |
| Jerome Williams    | 3  | 0  | 24.3 | .500 |      | .125  | 7.0 | .7  | 1.0 | .0  | 5.0  |
| Jud Buechler       | 3  | 0  | 11.3 | .286 | .400 |       | 1.3 | .3  | .0  | .3  | 2.0  |
| John Crotty        | 3  | 0  | 17.0 | .200 | .000 | 1.000 | 1.3 | 1.3 | .3  | .3  | 2.0  |
| Eric Montross      | 2  | 0  | 2.5  |      |      |       | 1.0 | .0  | .0  | .0  | .0   |
| Loy Vaught         | 2  | 0  | 8.0  | .000 |      |       | 3.0 | .0  | 1.0 | .0  | .0   |

## Galardones y récords
| Jugador          | Galardón                              |
| Grant Hill       | 2.º Mejor quinteto de la NBA All-Star |
| Jerry Stackhouse | All-Star                              |